# شینوبو یاگوچی
شینوبو یاگوچی (انگلیسی: Shinobu Yaguchi؛ زادهٔ ۳۰ مهٔ ۱۹۶۷) هنرپیشه کارگردان و فیلم‌نامه‌نویس اهل ژاپن است که در سال ۲۰۰۵ میلادی در جشنواره فیلم یوکوهاما برندهٔ جایزهٔ بهترین فیلم‌نامه را از آن خود کرد.